# 바위취
바위취(Saxifraga stolonifera)는 범의귀과에 딸린 여러해살이풀이다. 키는 60cm쯤이고, 잎은 뿌리줄기에서 뭉쳐 나는데 신장 모양이며 길이 3~5cm, 폭 3~9cm이고 흰색 무늬가 있다. 꽃은 5~6월에 피는데 꽃줄기가 높이 20~40cm 정도로 곧게 서며 원추꽃차례에 달린다. 꽃잎은 다섯 장인데, 윗 세 장에는 짙은 붉은색 점이 있다. 아래에 달린 두 장의 꽃잎은 흰색이고 바소꼴이며 길이 1~2cm 정도로 나란히 아래를 향한다.

## 재배 및 관리
습기가 많고 그늘진 곳에 심는다. 정원 돌틈에 심으면 장식효과를 볼 수 있다. 음습한 곳에서 주로 자라지만 햇빛이 잘 들면서 습한 곳에서 더 잘 자란다. 연못가 등 습한 곳에 심으면 몇 년 지나지 않아 그 일대가 바위취로 덮인다.

## 사진

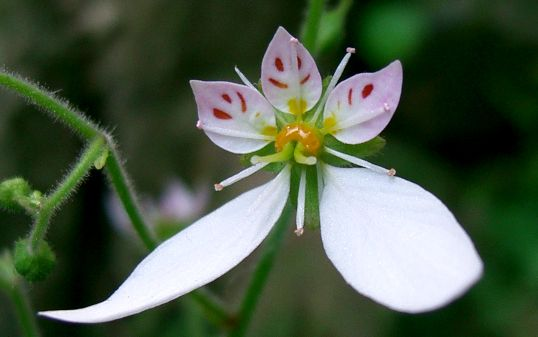
꽃